# توني ارتشر (عازف جاز)
توني ارتشر (بالإنجليزية: Tony Archer)‏ هو عازف جاز بريطاني، ولد في 14 يوليو 1938 في Dulwich ‏ في المملكة المتحدة.

## وصلات خارجية
- توني ارتشر على موقع ميوزك برينز (الإنجليزية)
- توني ارتشر على موقع أول ميوزيك (الإنجليزية)
- توني ارتشر على موقع ديسكوغز (الإنجليزية)